# Eupteryx cristagalli
Eupteryx cristagalli är en insektsart som beskrevs av Irena Dworakowska 1969. Eupteryx cristagalli ingår i släktet Eupteryx och familjen dvärgstritar. Inga underarter finns listade i Catalogue of Life.